# Fred Tilson
Samuel Frederick Tilson (ur. 19 kwietnia 1903, zm. 21 listopada 1972) – angielski piłkarz, który występował na pozycji napastnika. Czterokrotny reprezentant kraju.
Tilson zawodową karierę rozpoczął w 1926 roku w Barnsley, skąd przeszedł w 1928 za 6 tysięcy funtów wraz z Erikiem Brookiem do Manchesteru City. 28 maja 1934 zagrał w finale Pucharu Anglii, w którym City pokonało Portsmouth 2:1. W mistrzowskim dla klubu sezonie 1936/1937 wystąpił w 23 meczach i strzelił 15 bramek.
W reprezentacji Anglii zagrał cztery razy (po raz pierwszy 10 maja 1934 w towarzyskim meczu z Węgrami) i zdobył sześć bramek. W listopadzie 1938 został sprzedany do Northamton Town, a następnie do York City.
W późniejszym okresie był między innymi trenerem, asystentem menadżera i skautem w Manchesterze City. Zmarł 21 listopada 1972 w wieku 69 lat.